# Tau (bogstav)
 Denne artikel omhandler et græsk bogstav. Opslagsordet har også en anden betydning, se Tau.
Tau (Τ τ) er det 19. bogstav i det græske alfabet. Lyd som det latinske 't'.

## Computer
I unicode er Τ U+03A4 og τ er U+03C4.
|   | decimal | hex     | HTML  |
| - | ------- | ------- | ----- |
| τ | &#964;  | &#x3c4; | &tau; |
| Τ | &#932;  | &#x3a4; | &Tau; |